# 予算執行職員等の責任に関する法律
予算執行職員等の責任に関する法律（よさんしっこうしょくいんとうのせきにんにかんするほうりつ、昭和25年5月11日法律第172号）は、予算執行職員の責任の明確化に関する日本の法律である。
1950年（昭和25年）5月11日に公布された。

## 構成
- 第一条（目的）
- 第二条（定義）
- 第三条（予算執行職員の義務及び責任）
- 第四条（弁償責任の検定、弁償命令及び通知義務）
- 第五条（再検定）
- 第六条（懲戒処分）
- 第七条（弁償責任の減免）
- 第八条（予算執行職員の弁償責任の転嫁）
- 第九条（公庫の予算執行職員に対する準用）
- 第十条（公庫の現金出納職員の弁償責任）
- 第十一条（公庫の物品管理職員の弁償責任）
- 第十二条（行政手続等における情報通信の技術の利用に関する法律の適用除外）
- 第十三条（電磁的記録による作成）
- 第十四条（電磁的方法による提出）